# Cameo
Cameo (Ка́мио) — американская музыкальная группа, работающая в стиле фанк и R’n’B. Была основана в первой половине 1970-х годов. Большинство знают этот коллектив по одному хиту — «Word Up!» (1986), — но на самом деле группа в своё время была одним из важных игроков на фанк-сцене, особенно в 1970-е и 1980-е годы. В начале карьеры, в 1970-е годы, Cameo со своим жёстким драйвовым фанком, смешением стилей и юмором текстов часто сравнивали с Parliament/Funkadelic. В 1980-е годы группа сменила стиль, стала более синтезаторной. Группа активна и сейчас, хотя присутствие её на музыкальной сцене было заметно только по начало 2000-х годов включительно. Состав группы менялся, но вокалистом был и остаётся Ларри Блэкмон.

## Дискография
См. статью «Cameo discography» в английском разделе.
Альбомы
- Cardiac Arrest (1977)
- We All Know Who We Are (1978)
- Ugly Ego (1978)
- Secret Omen (1979)
- Cameosis (1980)
- Feel Me (1980)
- Knights of the Sound Table (1981)
- Alligator Woman (1982)
- Style (1983)
- She's Strange (1984)
- Single Life (1985)
- Word Up! (1986)
- Machismo (1988)
- Real Men... Wear Black (1990)
- Emotional Violence (1991)
- In the Face of Funk (1994)
- Sexy Sweet Thing (2000)